# Hertug af Albany
Hertug af Albany er en skotsk (senere britisk) titel, der blev oprettet i 1398. Hertugdømmets størrelse var ikke fastsat præcist, men svarede nogenlunde til Pikternes kongedømme. 
I år 1900 arvede den daværende hertug af Albany den tyske stat Sachsen-Coburg og Gotha. Han deltog i 1. verdenskrig på tysk side, derfor blev han frataget titlen Hertug af Albany i 1919. 
Hans søn giftede sig med en baronesse i 1932. Derfor måtte sønnen og dennes efterkommere give afkald på deres (teoretiske) arveret til Hertugdømmet Sachsen-Coburg og Gotha. Derimod har baronessens efterkommere ikke givet afkald på muligheden for at få titlen Hertug af Albany.

## Skotske hertuger af Albany
Fra 1398 til 1541 blev adskillige medlemmer af den skotske kongeslægt udnævnt til hertuger af Albany. 

### Femte oprettelse
- 1565: Henry Stuart, Lord Darnley, blev også titulær konge i 1565, gift med Marie Stuart, skotternes dronning.
- 1567: Jakob 6. af Skotland, gift med Anne af Danmark.

### Sjette oprettelse
- 1603-1625: Karl 1. af England, anden søn af Anne af Danmark og Jakob 6. af Skotland, Karl 1. var også engelsk hertug af York.

### Syvende oprettelse
- 1660-1685: Jakob 2. af England, anden overlevede søn af Karl 1., også engelsk hertug af York. Albany hovedstad i den amerikanske delstat New York er opkaldt efter Jakob 2.

## Storbritanniens hertuger af York og Albany

### Huset Hannover
Skotland og England blev forenet til Storbritannien i 1707. I 1714 kom Huset Hannover på den britiske trone. York er en engelsk titel og Albany er en skotsk titel.

### Første oprettelse
- 1716-1728: Ernst, hertug af York og Albany, bror til Georg 1. af Storbritannien, anden søn kurfyrstinde Sophia af Hannover, oldesøn af Jabob 6. af Skotland og hans danskfødte dronning Anne.

### Anden oprettelse
- 1760-1767: Edvard August, hertug af York og Albany, bror til Georg 3. af Storbritannien og bror til dronning Caroline Mathilde af Danmark-Norge, anden søn af Frederik Ludvig af Wales, sønnesøn af Georg 2. af Storbritannien.

### Tredje oprettelse
- 1784-1827: Frederik August, hertug af York og Albany, anden søn og andet barn af Georg 3. af Storbritannien, bror til Georg 4. af Storbritannien, britisk tronfølger 1820-1827.

## Huset Sachsen-Coburg og Gotha

### Britiske hertuger af Albany
Tekst mangler, hjælp os med at skrive teksten

### Ottende oprettelse
- 1881-1884: Prins Leopold, fjerde søn af dronning Victoria af Storbritannien.
- 1884-1919: Carl Eduard (morfar til Carl 16. Gustav af Sverige) var hertug af Sachsen-Coburg og Gotha fra 1900 til 1918. Han deltog i 1. verdenskrig på tysk side og blev derfor frataget titlen Hertug af Albany i 1919, han døde i 1956.

### Arvinger til titlen Hertug af Albany
- 1956-1972: Johann Leopold Prinz von Sachsen-Coburg und Gotha (1906-1972), kronprins til Sachsen-Coburg og Gotha, gift i 1932 med Feodora Freiin von der Horst (1905-1991).
- 1972-1996: Ernst Leopold Prinz von Sachsen-Coburg und Gotha (1936-1996), da hans mor var født som baronesse, havde han ikke arveret til Sachsen-Coburg og Gotha.
- 1996-nu: Hubertus Prinz von Sachsen-Coburg und Gotha (født 1961), da hans bedstemor var født som baronesse, har han ikke arveret til Sachsen-Coburg og Gotha.
- Sebastian Prinz von Sachsen-Coburg und Gotha (født 1994).